# Laura Ashley

Logovariante von Laura Ashley

Markenlogo von Laura Ashley

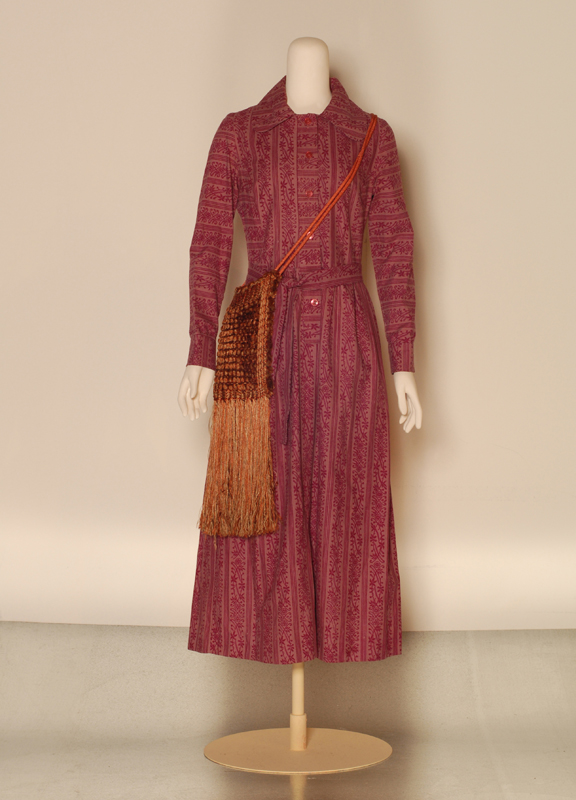
Day dress in Pink und Violett, späte 1960er

Laura Ashley, CBE (* 7. September 1925 in Merthyr Tydfil, Wales; † 17. September 1985 in Coventry, Warwickshire) war eine walisische Designerin und Unternehmerin.

## Leben
Laura Ashley wurde als Laura Mountney im südwalisischen Ort Merthyr Tydfil geboren und als Baptistin erzogen. 1941 verließ sie die Schule, um im Zweiten Weltkrieg dem Königlichen Marinedienst der Frauen zu dienen. 1949 heiratete sie den Ingenieur Bernard Albert Ashley (später Sir Bernard), den sie in einem Jugendklub in Wallington kennengelernt hatte.
Neben ihrer Arbeit und der Erziehung ihrer ersten beiden Kinder gestaltete sie in ihrer Freizeit Servietten und Tischtücher, die Sir Bernard mit einer Maschine, die er selbst gebaut hatte, ausdruckte. Ashleys Inspiration für die Herstellung von Druckwaren kam von einem Fraueninstitut aus dem Victoria & Albert Museum. 1953 begann sie, Kopftücher in viktorianischem Stil herzustellen.

### Entwicklung
Ashleys Kopftücher wurden mit der Zeit immer erfolgreicher und sie konnte ein Unternehmen gründen. 1955 übersiedelte das neue Unternehmen nach Kent. 1958 wurde das Geschäft nahezu stillgelegt, als der Fluss Derwent alles überflutete. Ashley baute zusammen mit ihrem Mann alles wieder auf und der Umsatz stieg weiter an. Im Jahr 1970 betrug der Umsatz des Unternehmens bereits 300 000 £. Die erste Filiale unter dem Namen Laura Ashley wurde 1968 in South Kensington eröffnet. Zusätzliche Filialen öffneten 1970 in Shrewsbury und Bath. Allein in einer Woche konnte die Filiale in der Fulham Road in London über 4000 Kleider verkaufen – dank dieses Erfolgs konnte Ashley eine neue Fabrik in Newtown, Montgomeryshire eröffnen.

### Nach Ashleys Tod
Ashley starb 1985 an einer Gehirnblutung, nachdem sie an ihrem 60. Geburtstag bei ihrer Tochter eine Treppe hinabgestürzt war. Zu dieser Zeit betrug der Umsatz des Unternehmens Laura Ashley 130 Millionen £, hatte über 220 Filialen und 4000 Angestellte weltweit.
Nach ihrem Tod führte ihr Mann Sir Bernard († 14. Februar 2009 in Elan Valley in Wales) das Unternehmen weiter, bis sich die Familie 2001 davon trennte.